# Elecciones provinciales de Catamarca de 2007
Las elecciones generales de la provincia de Catamarca de 2007 tuvieron lugar el 11 de marzo del mencionado año con el objetivo de elegir al Gobernador y Vicegobernador, renovar 20 de las 41 bancas de la Cámara de Diputados y 8 de las 16 bancas del Senado Provincial, conformando el poder ejecutivo y el poder legislativo para el período 2007-2011.
El gobernador Eduardo Brizuela del Moral del Frente Cívico y Social, alianza que gobernaba la provincia desde 1991, buscó su reelección en conjunto con el Frente para la Victoria, en el marco de la Concertación Plural de los denominados Radicales K, para ello llevó como candidata a vicegobernadora a la referente de Compromiso K, Lucía Corpacci. El peronismo de la provincia se unió bajo la candidatura del líder del Sindicato de los gastronómicos y Diputado Nacional, Luis Barrionuevo, quien había intentado ser candidato en las elecciones de 2003 pero fue impedido por la justicia al no contar con los plazos de residencia requeridos; luego de incidentes el día de las elecciones que incluyeron la quema de urnas y llevaron a la suspensión de las mismas, la candidatura paso a manos de su hermana Liliana Barrionuevo.
La alianza entre radicales y kirchneristas ganó la elección con casi el 60% de los votos y más de 20 puntos de diferencia con el segundo, ambos porcentajes fueron los más altos desde el retorno de la democracia. La elección se polarizó entre estas dos opciones y los demás candidatos no superaron el 1,5% de los votos. La elección adquirió importancia al ser la primera del año, y sirvió de apoyo tanto para el presidente Kirchner como para los gobernadores radicales k, que querían imponer el candidato a vice en la formula presidencial. Luego de la derrota, Barrionuevo declaró que era su última postulación a gobernador y que después de la derrota "vendrá la reformulación del partido con elecciones internas, y, por lo tanto, habrá otro peronismo".

## Renovación del senado
| Departamento             | Senadores | A renovar |
| ------------------------ | --------- | --------- |
| Ambato                   | 1         | 1         |
| Ancasti                  | 1         | —         |
| Andalgalá                | 1         | 1         |
| Antofagasta de la Sierra | 1         | —         |
| Belén                    | 1         | 1         |
| Capayán                  | 1         | —         |
| Capital                  | 1         | 1         |
| El Alto                  | 1         | —         |
| Fray Mamerto Esquiú      | 1         | 1         |
| La Paz                   | 1         | —         |
| Paclín                   | 1         | —         |
| Pomán                    | 1         | 1         |
| Santa María              | 1         | —         |
| Santa Rosa               | 1         | 1         |
| Tinogasta                | 1         | —         |
| Valle Viejo              | 1         | 1         |
| Total                    | 16        | 8         |

## Resultados

### Gobernador y Vicegobernador
|  | 59.36 % |

|  | 37.62 % |

|  | 1.38 % |

|  | 0.78 % |

|  | 0.47 % |

|  | 0.39 % |

|  | 93.26 % |

|  | 6.38 % |

|  | 0.36 % |

|  | 100.00 % |

|  | 71.28 % |

### Cámara de Diputados
| ← 2005 · Cámara de Diputados · 2009 → | ← 2005 · Cámara de Diputados · 2009 → | ← 2005 · Cámara de Diputados · 2009 → | ← 2005 · Cámara de Diputados · 2009 → | ← 2005 · Cámara de Diputados · 2009 → |
| Partido                               | Partido                               | Votos                                 | %                                     | Bancas                                |
| ------------------------------------- | ------------------------------------- | ------------------------------------- | ------------------------------------- | ------------------------------------- |
|                                       | Frente Cívico-Frente para la Victoria | 82.354                                | 53,31                                 | 11/20                                 |
|                                       | Frente Justicialista por la Dignidad  | 55.721                                | 36,07                                 | 8/20                                  |
|                                       | Nuevo Espacio Ciudadano               | 10.066                                | 6,52                                  | 1/20                                  |
|                                       | Partido Obrero                        | 2.526                                 | 1,64                                  |                                       |
|                                       | Partido Comunista                     | 1.146                                 | 0,74                                  |                                       |
|                                       | Movimiento de Solidaridad y Altruismo | 743                                   | 0,48                                  |                                       |
|                                       | Frente de Participación Popular       | 732                                   | 0,47                                  |                                       |
|                                       | Partido Humanista                     | 611                                   | 0,40                                  |                                       |
|                                       | Vecinos Autoconvocados                | 568                                   | 0,37                                  |                                       |
| Votos positivos                       | Votos positivos                       | 154.467                               | 92,46                                 |                                       |
| Votos en blanco                       | Votos en blanco                       | 11.998                                | 7,18                                  |                                       |
| Votos nulos                           | Votos nulos                           | 600                                   | 0,36                                  |                                       |
| Participación                         | Participación                         | 167.065                               | 71,24                                 |                                       |
| Electores registrados                 | Electores registrados                 | 234.511                               | 100                                   |                                       |
| Fuente:                               |                                       |                                       |                                       |                                       |

### Cámara de Senadores
| ← 2005 · Cámara de Senadores · 2009 → | ← 2005 · Cámara de Senadores · 2009 → | ← 2005 · Cámara de Senadores · 2009 → | ← 2005 · Cámara de Senadores · 2009 → | ← 2005 · Cámara de Senadores · 2009 → |
| Partido                               | Partido                               | Votos                                 | %                                     | Bancas                                |
| ------------------------------------- | ------------------------------------- | ------------------------------------- | ------------------------------------- | ------------------------------------- |
|                                       | Frente Cívico-Frente para la Victoria | 61.218                                | 54,28                                 | 7/8                                   |
|                                       | Frente Justicialista por la Dignidad  | 38.972                                | 34,56                                 | 1/8                                   |
|                                       | Nuevo Espacio Ciudadano               | 7.108                                 | 6,30                                  |                                       |
|                                       | Catamarca para Todos                  | 1.879                                 | 1,67                                  |                                       |
|                                       | Partido Obrero                        | 1.683                                 | 1,49                                  |                                       |
|                                       | Partido Comunista                     | 687                                   | 0,61                                  |                                       |
|                                       | Frente de Participación Popular       | 445                                   | 0,39                                  |                                       |
|                                       | Movimiento de Solidaridad y Altruismo | 368                                   | 0,33                                  |                                       |
|                                       | Partido Humanista                     | 337                                   | 0,30                                  |                                       |
|                                       | Vecinos Autoconvocados                | 76                                    | 0,07                                  |                                       |
| Votos positivos                       | Votos positivos                       | 112.773                               | 93,26                                 |                                       |
| Votos en blanco                       | Votos en blanco                       | 7.670                                 | 6,34                                  |                                       |
| Votos nulos                           | Votos nulos                           | 478                                   | 0,40                                  |                                       |
| Total                                 | Total                                 | 120.921                               | 100                                   |                                       |
| Fuente:                               |                                       |                                       |                                       |                                       |

#### Resultados por departamentos
| Ambato 1 Senador              | Ambato 1 Senador                      | Ambato 1 Senador | Ambato 1 Senador | Ambato 1 Senador |
| Partido/Alianza               | Partido/Alianza                       | Votos            | %                | Bancas           |
| ----------------------------- | ------------------------------------- | ---------------- | ---------------- | ---------------- |
|                               | Frente Justicialista por la Dignidad  | 1.617            | 53,09            | 1/1              |
|                               | Frente Cívico-Frente para la Victoria | 1.017            | 33,39            |                  |
|                               | Nuevo Espacio Ciudadano               | 412              | 13,53            |                  |
| Votos positivos               | Votos positivos                       | 3.046            | 92,00            |                  |
| Votos en blanco               | Votos en blanco                       | 265              | 8,00             |                  |
| Votos nulos                   | Votos nulos                           | 0                | 0,00             |                  |
| Total                         | Total                                 | 3.311            | 100              |                  |
| Andalgalá 1 Senador           |                                       |                  |                  |                  |
| Partido/Alianza               | Partido/Alianza                       | Votos            | %                | Bancas           |
|                               | Frente Cívico-Frente para la Victoria | 4.731            | 56,74            | 1/1              |
|                               | Frente Justicialista por la Dignidad  | 1.847            | 22,15            |                  |
|                               | Catamarca para Todos                  | 1.699            | 20,38            |                  |
|                               | Partido Comunista                     | 61               | 0,73             |                  |
| Votos positivos               | Votos positivos                       | 8.338            | 95,74            |                  |
| Votos en blanco               | Votos en blanco                       | 291              | 3,34             |                  |
| Votos nulos                   | Votos nulos                           | 80               | 0,92             |                  |
| Total                         | Total                                 | 8.709            | 100              |                  |
| Belén 1 Senador               |                                       |                  |                  |                  |
| Partido/Alianza               | Partido/Alianza                       | Votos            | %                | Bancas           |
|                               | Frente Cívico-Frente para la Victoria | 7.446            | 60,67            | 1/1              |
|                               | Frente Justicialista por la Dignidad  | 3.686            | 30,03            |                  |
|                               | Nuevo Espacio Ciudadano               | 1.141            | 9,30             |                  |
| Votos positivos               | Votos positivos                       | 12.273           | 93,21            |                  |
| Votos en blanco               | Votos en blanco                       | 894              | 6,79             |                  |
| Votos nulos                   | Votos nulos                           | 0                | 0,00             |                  |
| Total                         | Total                                 | 13.167           | 100              |                  |
| Capital 1 Senador             |                                       |                  |                  |                  |
| Partido/Alianza               | Partido/Alianza                       | Votos            | %                | Bancas           |
|                               | Frente Cívico-Frente para la Victoria | 33.695           | 54,57            | 1/1              |
|                               | Frente Justicialista por la Dignidad  | 20.511           | 33,22            |                  |
|                               | Nuevo Espacio Ciudadano               | 4.431            | 7,18             |                  |
|                               | Partido Obrero                        | 1.338            | 2,17             |                  |
|                               | Partido Comunista                     | 626              | 1,01             |                  |
|                               | Frente de Participación Popular       | 445              | 0,72             |                  |
|                               | Movimiento de Solidaridad y Altruismo | 368              | 0,60             |                  |
|                               | Partido Humanista                     | 337              | 0,55             |                  |
| Votos positivos               | Votos positivos                       | 61.751           | 93,17            |                  |
| Votos en blanco               | Votos en blanco                       | 4.242            | 6,40             |                  |
| Votos nulos                   | Votos nulos                           | 284              | 0,43             |                  |
| Total                         | Total                                 | 66.277           | 100              |                  |
| Fray Mamerto Esquiú 1 Senador |                                       |                  |                  |                  |
| Partido/Alianza               | Partido/Alianza                       | Votos            | %                | Bancas           |
|                               | Frente Cívico-Frente para la Victoria | 2.804            | 47,22            | 1/1              |
|                               | Frente Justicialista por la Dignidad  | 2.182            | 36,75            |                  |
|                               | Nuevo Espacio Ciudadano               | 877              | 14,77            |                  |
|                               | Partido Obrero                        | 75               | 1,26             |                  |
| Votos positivos               | Votos positivos                       | 5.938            | 96,35            |                  |
| Votos en blanco               | Votos en blanco                       | 225              | 3,65             |                  |
| Votos nulos                   | Votos nulos                           | 0                | 0,00             |                  |
| Total                         | Total                                 | 6.163            | 100              |                  |
| Pomán 1 Senador               |                                       |                  |                  |                  |
| Partido/Alianza               | Partido/Alianza                       | Votos            | %                | Bancas           |
|                               | Frente Cívico-Frente para la Victoria | 2.755            | 57,11            | 1/1              |
|                               | Frente Justicialista por la Dignidad  | 2.069            | 42,89            |                  |
| Votos positivos               | Votos positivos                       | 4.824            | 90,90            |                  |
| Votos en blanco               | Votos en blanco                       | 468              | 8,82             |                  |
| Votos nulos                   | Votos nulos                           | 15               | 0,28             |                  |
| Total                         | Total                                 | 5.307            | 100              |                  |
| Santa Rosa 1 Senador          |                                       |                  |                  |                  |
| Partido/Alianza               | Partido/Alianza                       | Votos            | %                | Bancas           |
|                               | Frente Cívico-Frente para la Victoria | 2.997            | 53,84            | 1/1              |
|                               | Frente Justicialista por la Dignidad  | 2.570            | 46,16            |                  |
| Votos positivos               | Votos positivos                       | 5.567            | 94,01            |                  |
| Votos en blanco               | Votos en blanco                       | 334              | 5,64             |                  |
| Votos nulos                   | Votos nulos                           | 21               | 0,35             |                  |
| Total                         | Total                                 | 5.922            | 100              |                  |
| Valle Viejo 1 Senador         |                                       |                  |                  |                  |
| Partido/Alianza               | Partido/Alianza                       | Votos            | %                | Bancas           |
|                               | Frente Cívico-Frente para la Victoria | 5.773            | 52,31            | 1/1              |
|                               | Frente Justicialista por la Dignidad  | 4.490            | 40,69            |                  |
|                               | Partido Obrero                        | 270              | 2,45             |                  |
|                               | Nuevo Espacio Ciudadano               | 247              | 2,24             |                  |
|                               | Catamarca para Todos                  | 180              | 1,63             |                  |
|                               | Vecinos Autoconvocados                | 76               | 0,69             |                  |
| Votos positivos               | Votos positivos                       | 11.036           | 91,47            |                  |
| Votos en blanco               | Votos en blanco                       | 951              | 7,88             |                  |
| Votos nulos                   | Votos nulos                           | 78               | 0,65             |                  |
| Total                         | Total                                 | 12.065           | 100              |                  |